# Cztery księżyce
Cztery księżyce (hiszp. Cuatro lunas) – meksykański film fabularny z 2014 roku, napisany i wyreżyserowany przez Sergio Tovara Velarde. Opowiada cztery gejowskie historie miłosne; bohaterami są mężczyźni z różnych pokoleń. Światowa premiera projektu odbyła się 25 marca 2014 w trakcie Guadalajara International Film Festival. 21 listopada tego roku nastąpiła premiera komercyjna na terenie Stanów Zjednoczonych. W kinach meksykańskich obraz ukazał się 12 lutego 2015. Cztery księżyce prezentowane były na blisko trzydziestu światowych festiwalach filmowych. Krytycy pozytywnie ocenili film, chwaląc go jako trafne i wrażliwe spojrzenie na życie homoseksualistów w Meksyku. Dramat kandydował do nominacji do Oscara za rok 2015 w kategorii najlepszy film nieanglojęzyczny. Wyróżniony został też trzema nagrodami oraz nominacją do statuetki przyznawanej przez Meksykańską Akademię Wiedzy i Sztuki Filmowej.

## Opis fabuły
Na fabułę filmu składają się cztery historie miłosne, toczące się we współczesnym Meksyku. Hugo i Andrés są parą z wieloletnim stażem. Ich idylliczne życie zmienia się nie do poznania, gdy na horyzoncie pojawia się przystojny i bezwzględny Sebastián. Fito i Leo − niegdyś nierozłączni przyjaciele − spotykają się po latach nieutrzymywania kontaktu. Zaczyna łączyć ich zażyłość, a z czasem wzajemna fascynacja. Związek nie ma jednak szans na zdrowy rozwój: Leo nie chce ujawnić się przed przyjaciółmi i rodziną jako gej. Jedenastoletni Mauricio skrycie podkochuje się w swoim kuzynie. Podstarzały poeta Joaquín obsesyjnie interesuje się męską prostytutką, którą widuje na saunie. Za kontakty seksualne chłopak żąda od niego olbrzymich pieniędzy.

## Obsada
- Antonio Velázquez − Hugo
- Alejandro de la Madrid − Andrés
- César Ramos − Fito
- Gustavo Egelhaaf − Leo
- Alonso Echánove − Joaquín Cobo
- Alejandro Belmonte − Gilberto
- Karina Gidi − Laura
- Gabriel Santoyo − Mauricio
- Juan Manuel Bernal − Héctor
- Sebastián Rivera − Oliver
- Hugo Catalán − Sebastián

## Odbiór
Film spotkał się z pozytywnym odbiorem krytyków. Juan Carlos Zamudio, dziennikarz współpracujący z serwisem Time Out México, nazwał Cztery księżyce "filmem ciężkim do oglądania, nie tyle ze względu na sceny erotyczne, co obrazowanie związków emocjonalnych przez reżysera". Lucero Calderón (excelsior.com) pisał o Czterech księżycach jako o "filmie dla widzów o otwartym umyśle, dla ludzi każdego dnia walczących z absurdalną kulturą własnego środowiska". Zdaniem Ángelesa Pino Vilely (garuyo.com), projekt stanowi "trafny portret życia gejowskiego we współczesnym Meksyku". Jessica Oliva z witryny Cine Premiere skwitowała obraz jako "pełen wrażliwości i dobrych intencji", nazwała go dziełem "próbującym wyłamać się ze stygmatyzującego stereotypu".

## Nagrody i wyróżnienia
W 2015 roku Cztery księżyce były jednym z czternastu filmów produkcji meksykańskiej kandydujących do nominacji do Oscara w kategorii najlepszy film nieanglojęzyczny. Nominację otrzymał ostatecznie dramat 600 Millas.
Wyróżniono film następującymi nagrodami i nominacjami:
- 2015, Meksykańska Akademia Wiedzy i Sztuki Filmowej:
  - nominacja do nagrody Ariel w kategorii najlepszy aktor drugoplanowy (wyróżniony: Alonso Echánove)[4]
- 2015, Barceloński Międzynarodowy Festiwal Filmów o Tematyce Gejowskiej i Lesbijskiej:
  - Nagroda Widzów w kategorii najlepszy film pełnometrażowy (Sergio Tovar Velarde, Edgar Barrón, studio ATKO Films)[4]
- 2014, Festiwal Filmowy w Guadalajarze:
  - nominacja do nagrody MAGUEY w kategorii najlepszy film pełnometrażowy[4]
  - nominacja do nagrody MEZCAL w kategorii najlepszy meksykański film pełnometrażowy (Sergio Tovar Velarde, Edgar Barrón, studio ATKO Films)[4]
- 2014, Montrealski Festiwal Filmów o Tematyce LGBT Image + Nation:
  - Nagroda Widzów w kategorii najlepszy film pełnometrażowy (Sergio Tovar Velarde, Edgar Barrón, studio ATKO Films)[4]
- 2014, Międzynarodowy Festiwal Filmowy w Monterrey:
  - nagroda Cabrito w kategorii najlepszy meksykański film pełnometrażowy (Sergio Tovar Velarde, Edgar Barrón, studio ATKO Films)[4]
- 2014, Międzynarodowy Festiwal Filmowy w San Sebastián:
  - nominacja do nagrody Sebastiane w kategorii najlepszy film latynoamerykański (Sergio Tovar Velarde, Edgar Barrón, studio ATKO Films)[4]